# Магнітооптика
Магнітоо́птика або магнетоо́птика — розділ оптики, який вивчає явища, що виникають у результаті взаємодії оптичного випромінювання з речовиною, яка перебуває у магнітному полі або має власну намагніченість. У магнітооптиці досліджують вплив магнітного поля на випромінювання, поглинання і поширення світла в середовищі. Наявність магнітного поля не лише змінює дисперсійні криві коефіцієнта поглинання і показника заломлення, але й приводить до появи або зміни оптичної анізотропії середовища.

## Предмет вивчення
До явищ, які вивчає магнітооптика належать: розщеплення спектральних ліній в магнітному полі (ефект Зеемана), обертання площини поляризації світла при його поширенні вздовж напряму магнітного поля (ефект Фарадея), виникнення подвійного променезаломлення в оптично ізотропній речовині, вміщеній у магнітне поле (ефект Коттона — Мутона), тощо.
Більшість магнітооптичних ефектів, що спостерігаються у зовнішньому магнітному полі, є прямим чи опосередкованим наслідком розщеплення рівнів енергії системи (зняття виродження) у зовнішньому магнітному полі. Безпосередньо це розщеплення проявляється в ефекті Зеемана. Усі інші магнітооптичні ефекти є наслідком ефекту Зеемана і пов'язані з особливостями поляризації оптичних переходів та закономірностями поширення світла у диспергуючому середовищі.

## Способи вивчення
Прояви магнітооптичних ефектів вивчаються залежно від напрямку поширення світла відносно орієнтації намагніченості та методу їх спостереження — у прохідному чи відбитому світлі.
Формальний опис магнітооптичних ефектів ґрунтується на врахуванні впливу магнітного поля на тензор діелектричної проникності середовища {\displaystyle \varepsilon _{ik}}. Якщо за відсутності магнітного поля тензор є симетричним ({\displaystyle \varepsilon _{ik}=\varepsilon _{ki}}), а у випадку ізотропного середовища тензор має одинакові діагональні члени ({\displaystyle \varepsilon _{xx}=\varepsilon _{yy}=\varepsilon _{zz}}), всі недіагональні елементи дорівнюють нулю. Ця особлива форма тензора дозволяє розглядати діелектричну проникність як скаляр. У присутності зовнішнього магнітного поля діагональні елементи змінюються і вже не всі є ідентичними один одному та з'являються недіагональні елементи, які також є асиметричними. Для магнітооптичних ефектів ці недіагональні члени тензора, які також називають магнітооптичними константами, мають велике значення. Отже, при наявності магнітного поля H тензор перестає бути симетричним {\displaystyle \epsilon _{ik}(\mathbf {H} )=\epsilon _{ki}(-\mathbf {H} )}.
У магнітному полі в напрямку z тензор діелектричної проникності ізотропного тіла за відсутності магнітного поля матиме такий вигляд:
{\displaystyle \varepsilon ={\begin{pmatrix}\varepsilon _{xx}&\varepsilon _{xy}&0\\-\varepsilon _{xy}&\varepsilon _{yy}&0\\0&0&\varepsilon _{zz}\\\end{pmatrix}}},
де через припущення про ізотропію умова {\displaystyle \varepsilon _{xx}=\varepsilon _{yy}} зберігається. {\displaystyle \varepsilon _{zz}} має значення скалярної діелектричної проникності, яку має тіло за відсутності магнітного поля. Недіагональні елементи {\displaystyle \varepsilon _{xy}} є зазвичай малими порівняно з діагональними елементами й лінійно залежать від напруженості магнітного поля. {\displaystyle (\varepsilon _{xx}-\varepsilon _{zz})} залежить квадратично від магнітного поля і є малим порівняно з {\displaystyle \varepsilon _{zz}}.
За допомогою математичного формалізму, описаного в кристалооптиці, показники заломлення та характер поляризації в цьому середовищі отримують шляхом вирішення хвильового рівняння для анізотропних твердих тіл:
- для хвиль, що поширюються паралельно до магнітного поля ({\displaystyle k||\mathbf {H} }), так звана геометрія Фарадея, що відповідає поздовжньому ефекту Зеемана, отримують дві циркулярно поляризовані хвилі з одним показником заломлення. {\displaystyle n_{\pm }={\sqrt {\varepsilon _{xx}\pm i\varepsilon _{xy}}}} (тут {\displaystyle i} — уявна одиниця);
- для хвиль, що поширюються перпендикулярно до магнітного поля ({\displaystyle k\perp \mathbf {H} }), так звана геометрія Фойгта, що відповідає поперечному ефекту Зеемана), як розв'язок отримують дві лінійно поляризовані хвилі:
  - перша хвиля, поляризована паралельно до магнітного поля, має показник заломлення {\displaystyle n_{||}={\sqrt {\varepsilon _{zz}}}};
  - друга хвиля, поляризована перпендикулярно до магнітного поля, має показник заломлення {\displaystyle n_{\perp }={\sqrt {\varepsilon _{xx}+{\frac {\varepsilon _{xy}^{2}}{\varepsilon _{xx}}}}}}.

## Магнітооптичні ефекти

### Дихроїзм
В області поглинання оптична анізотропія намагніченого середовища проявляється у першу чергу у вигляді дихроїзму — відмінності коефіцієнтів поглинання середовища для двох ортогональних поляризацій. В геометрії Фойгта дихроїзм визначається різним поглинанням компонент, лінійно поляризованих паралельно і перпендикулярно до магнітного поля — так званий магнітний лінійний дихроїзм, а в геометрії Фарадея — різним поглинанням циркулярно поляризованих компонент (магнітний коловий дихроїзм). Ці ефекти, що є поляризаційними аналогами поперечного і поздовжнього ефекту Зеемана, характеризуються певною спектральною залежністю, аналіз якої дозволяє визначити величину і характер зееманівського розщеплення у тих випадках, коли воно є малим порівняно з шириною спектральної лінії.

### Ефект Фарадея
Ефект Фарадея — поворот площини поляризації лінійно поляризованого світла при поширенні його в речовині вздовж напрямку магнітного поля. Кут повороту φ прямо пропорційний до шляху L променя та індукції В магнітного поля
{\displaystyle \phi =\alpha LB}.
Константа α  — обертальна дисперсія, що залежить від природи речовини та частоти світла.
Лінійно поляризоване випромінювання можна уявити як суперпозицію двох право- і лівоциркулярно поляризованих хвиль, що поширюються в одному напрямку та мають протилежне обертання електричного вектора світлової хвилі навколо напрямку її поширення. З феноменологічного погляду ефект Фарадея пояснюється різною швидкістю поширення цих хвиль у намагніченій речовині. Ці хвилі набувають різниці ходу, що лінійно залежить від довжини шляху, і, накладаючись, утворюють результуючу лінійно поляризовану хвилю із електричним вектором, що повернутий навколо напрямку поширення хвилі на деякий кут.

### Ефект Коттона— Мутона
Ефект Коттона — Мутона — поява анізотропії та відповідно подвійного променезаломлення в ізотропних речовинах при поміщенні їх у сильне однорідне магнітне поле. Вектор індукції магнітного поля має бути напрямлений перпендикулярно до напрямку поширення світлової хвилі. Молекули середовища повинні бути анізотропними та мати постійний магнітний момент. Різниця фаз звичайного (о) і незвичайного (е) променів визначається різницею показників їхнього заломлення {\displaystyle n_{o}} i {\displaystyle n_{e}} та довжиною шляху L світла в речовині й залежить від напруженості магнітного поля H :
{\displaystyle \Delta ={\frac {L(n_{e}-n_{o})}{\lambda }}=cLH^{2}.}
Стала c всіх речовин різна і залежить від довжини світлової хвилі та температури. Ефект Коттона – Мутона слабкий, зокрема для нітробензолу в магнітному полі з індукцією В = 20000 Гс на довжині шляху L = 10 см виникає різниця фаз всього Δ = 3,2°. Ефект Коттона — Мутона пояснюється переважно орієнтацією молекул з анізотропною поляризованістю, викликаною зовнішнім магнітним полем. Крім того, змінюється також і сама поляризованість молекул. У результаті середовище під дією магнітного поля веде себе подібно до одновісного кристалу, оптична вісь якого є паралельною до вектора індукції В магнітного поля. Тепловий рух молекул чинить розорієнтаційну дію, тому з підвищенням температури вплив дезорієнтації молекул збільшується і коефіцієнт с зменшується, внаслідок чого величина різниці фаз, наведена магнітним полем, зменшується.

### Ефект Керра
Магнітооптичний ефект Керра — зміна стану поляризації світлової хвилі при її відбиванні від плоскої поверхні намагніченої речовини. Характер і ступінь змін поляризації залежать від взаємного розташування поверхні зразка, площини поляризації падаючого світла та вектора намагніченості.
Полярний ефект Керра полягає в тому, що при відбиванні лінійно поляризованого світла від поверхні намагніченого матеріалу спостерігається обертання площини поляризації світла навколо напрямку променя. Найбільший ефект спостерігається при нормальному падінні світла. При меридіональному (поздовжньому) ефекті Керра вектор намагніченості лежить у площині поверхні відбиття та паралельно до площини падіння світла. Найбільший ефект спостерігається при великих кутах падіння, при нормальному падінні взагалі не відбувається.
Екваторіальний (поперечний) ефект Керра проявляється при перпендикулярній орієнтації вектора індукції магнітного поля до площини падіння. Можливий лише для компоненти поляризації, нормальної до намагніченості (p-компоненти), і дорівнює нулю для світла, поляризованого паралельно до намагніченості (s-компоненти). Є ефектом першого порядку за намагніченістю. Його прояв полягає у зміні коефіцієнта відбиття під дією намагніченості і, як наслідок, у зміні інтенсивності світла та зсуві фази лінійно-поляризованого світла. Поперечний ефект може проявлятися лише для поглинаючих матеріалів, тобто для матеріалів з ненульовою компонентою комплексної частини тензора діелектричної проникності. Для дійсної частини тензора діелектричної проникності та для s-компоненти поляризації світла може спостерігатися лише слабкіший квадратичний за намагніченістю ефект.

### Зворотний ефект Фарадея
Створення лазерів призвело до прояву нових магнітооптичних ефектів, що спостерігаються при великих інтенсивностях світлового потоку. Зокрема, циркулярно поляризоване світло, проходячи через прозоре середовище, діє як ефективне магнітне поле та намагнічує його (зворотний ефект Фарадея). Такі магнітооптичні ефекти відбуваються перш за все у магнітоупорядкованих середовищах (металах і діелектриках). При взаємодії світла з магнітоупорядкованим середовищем головну роль відіграють внутрішні магнітні поля цих середовищ, які можуть досягати 105—106 E і визначають спонтанну намагніченість у кристалі. Експериментально цей ефект спостерігався у кристалах з домішковими парамагнітними центрами а також у парах металів.

## Використання
Магнітооптичні властивості прозорих феритів і антиферомагнетиків використовують у системах управління лазерним променем для створення модуляторів світла, для оптичного запису та зчитування інформації в електронно-обчислювальній техніці.
В науці за допомогою магнітооптичних ефектів досліджують квантові стани, фізико-хімічну структуру речовини, електронну структуру металів і напівпровідників, фазові переходи тощо.
Оптична реєстрація змін намагніченості парамагнетика під дією резонансного НВЧ-поля використовується як метод детектування ефекту електронного парамагнітного резонансу (ЕПР). Оптична реєстрація ЕПР у збудженому електронному стані здійснюється, як правило, детектуванням змін поляризаційних, просторових або спектральних характеристик люмінесценції, що супроводжує дезактивацію цього стану.